# McLean Mill National Historic Site
McLean Mill National Historic Site ist der Ort einer dampfbetriebenen Sägemühle nahe Port Alberni auf Vancouver Island, die seit dem 1. Juli 2000 für Touristen geöffnet ist. Die Sägemühle wurde am 22. Juni 1989 von der kanadischen Regierung zur National Historic Site of Canada erklärt.

## Geschichte
Die Sägemühle war ursprünglich ein Familienbetrieb und von 1926 bis 1965 als Wirtschaftsbetrieb in Funktion. Das ursprüngliche Grundstück wurde von Robert Bertlett ("R.B.") McLean gekauft, das er mit seiner Frau Cora und seinen drei Söhnen Arnold, Philip und Walter bezog.
Der Geschäftsbetrieb wurde möglicherweise von seinem Sohn Arnold übernommen, der das Unternehmen wiederum an seinen Sohn Howard McLean übertrug. Howard war der letzte Eigentümer, bevor die Mühle 1965 geschlossen wurde. Einer der Hauptgründe für die Schließung war der Wettbewerbsdruck, der von größeren holzverarbeitenden Betrieben in der Umgebung ausgeübt wurde.

## Tourismus
Jeweils zur Sommersaison wird die Mühle regelmäßig von einer Dampflok (Alberni Pacific Railway) angefahren, die Touristen zum Firmengelände bringt. Diese können dann Teile des Betriebes besichtigen, zudem findet eine Vorführung des Arbeitsablaufes statt.